# Julia Malle
Julia Malle (* 17. September 1983 in Villach) ist eine österreichische Politikerin der Grünen. Seit dem 24. November 2020 ist sie Abgeordnete zum Wiener Landtag und Mitglied des Wiener Gemeinderates.

## Leben

### Ausbildung und Beruf
Julia Malle studierte Germanistik und Romanistik an der Universität Wien und der Universität Zürich, das Studium schloss sie 2010 als Magistra. Ein Lehramtsstudium für Deutsch und Italienisch schloss sie 2015 an Universität Wien ebenfalls als Magistra ab.
2005/06 arbeitete sie im Grünen Parlamentsklub bei Kurt Grünewald mit, von 2006 bis 2012 war sie als wissenschaftliche Mitarbeiterin an Projekten des FWF unter der Leitung von Anna Babka beteiligt. Seit Dezember 2012 unterrichtet sie an der AHS Rahlgasse Deutsch. Von 2015 bis 2019 war sie Universitätsassistentin am Institut für Germanistik der Universität Wien, seit 2019 ist sie dort Universitätslektorin.

### Politik
Während des Studiums engagierte sie sich in der Österreichischen Hochschülerinnen- und Hochschülerschaft (ÖH). Von 2010 bis 2019 war sie als Bezirksrätin Mitglied der Bezirksvertretung  in Wien-Wieden, wo sie auch als Bereichssprecherin für Bildung und stellvertretende Klubobfrau fungierte. Von 2019 bis November 2020 war sie als Bezirksrätin in Wien-Neubau Kinder- und Jugendbeauftragte der Bezirksvorstehung.
Auf der Landesversammlung der Grünen Wien wurde sie im Februar 2020 auf den 15. Listenplatz der Landesliste für die Landtags- und Gemeinderatswahl in Wien 2020 gewählt. Am 24. November 2020 wurde sie in der konstituierenden Sitzung der 21. Wahlperiode als Abgeordnete zum Wiener Landtag und Mitglied des Wiener Gemeinderates angelobt, wo sie Mitglied im Gemeinderatsausschuss für Kultur und Wissenschaft wurde. Im Jänner 2021 wurde sie unter Sprecherin Viktoria Spielmann Vorstandsmitglied der Grünen Frauen Wien.
Für die Landtags- und Gemeinderatswahl 2025 gelangte sie auf Platz sechs. Im Mai 2025 folgte sie Viktoria Spielmann als Sprecherin der Grünen Frauen Wien nach.